# Síria Primera
Síria Primera (Syria Prima) fou una província romana d'Orient sorgida al segle v (vers el 415) per divisió de la província de Síria Cele (de la que era la part nord-occidental). La capital fou Antioquia, amb les següents ciutats: Selèucia de Piera, Laodicea, Gabala, Paltos, Beroea i Calcis.

## Història
Síria I va sorgir a partir de Síria Cele, que durant el regnat d'Antíoc III va estar una de les quatre satrapies de la regió, que incloïen Fenícia, Idumea, i un territori desconegut que incloïa Palestina.